# Damon z Aten
Damon z Aten, gr. Δάμων – starożytny grecki teoretyk muzyki, działający w V wieku p.n.e.

## Życiorys
Miał być uczniem Prodikosa z Keos. Był zwolennikiem pitagoreizmu. Według informacji przekazanej w Ustroju politycznym Aten oraz przez Plutarcha był przyjacielem i nauczycielem Peryklesa. Jego uczniem miał być także Sokrates.
Był autorem zachowanego tylko we fragmentach traktatu Areiopagitos. Poglądy Damona przedstawił Platon w III księdze swojego Państwa, wspomina go też w dialogu Laches.